# خوان خوزه استرادا
خوان خوزه استرادا مورالس (به اسپانیایی: Juan José Estrada Morales) (زاده ۱ ژانویه ۱۸۷۲ – درگذشته ۱۱ ژوئیه ۱۹۶۷) یک سیاستمدار اهل نیکاراگوئه بود. وی از ۲۹ اوت ۱۹۱۰ تا ۹ مه ۱۹۱۱ رئیس‌جمهور این کشور بود.